# گونگ‌چان
گونگ چان شیک (کره‌ای: 공찬식؛ زادهٔ ۱۴ اوت ۱۹۹۴) که بیشتر با نام هنری گونگ‌چان (کره‌ای: 공찬) شناخته می‌شود، خواننده و بازیگر اهل کره جنوبی است. او به عنوان یکی از اعضای گروه پسرانه بی‌وان‌ای‌فور شناخته می‌شود که در سال ۲۰۱۱ تشکیل شد.